# Giovanni Bruno
Giovanni Bruno (Carbonara, 1980. január 30. –) olasz labdarúgóhátvéd, aki védőként játszott. Bruno teljes pályafutását a Lega Pro-ban és a Serie D-ben töltötte. 2004 óta 6 szezont töltött az olasz harmadosztályban (a 2006-07-es szezon kivételével)..

## Pályafutása
Giovanni Bruno Bariban született, a helyi A.S. Bari klubban kezdte pályafutását. Ezt követően négy szezont töltött az olasz Serie D-ben. 2000-ben a Vastese Calcio 1902 csapatával először kellett szembenéznie a kieséssel. Bruno 2003-ban a Rutigliano csapatával a H csoport rájátszásának győzteseként egy osztállyal eljebb jutott. A csapatot azonban 2004-ben a Serie C2-ből visszasorolták a nem profi labdarúgásba. Ezután a Serie C1-ban játszó Frosinone csapatához igazolt, amellyel 2006-ban megnyerte a feljutásért folyó rájátszást. A csapatot nem követte a Serie B-be, hanem a Serie C2-es AS Cisco Romához csatlakozott. A klub a szezont a feljutás rájátszásában vesztes elődöntősként zárta. Az első forduló első mérkőzésén (elődöntő) kiállították, a második mérkőzésen pedig a beugrója, Marco Teani játszott, aki az alapszakaszban szintén 17 bajnoki mérkőzésen lépett pályára.
2007-ben az SSD Martina Calcio 1947 csapathoz igazolt. 2008 januárjában pedig Potenza SC-nél kezdett játszani.
2008 augusztusában szerződést bontott a Potenzával, és a Reggiana csapatához szerződött. 2008 augusztusában csapata a feljutás rájátszásában vesztes elődöntősként zárta a szezont. A rájátszásban csak egyszer játszott, amikor Davide Scantamburlo helyére állt be csereként.
2009 augusztusában a Como 1907-hez szerződött. A 2010-11-es szezonban nem játszott mérkőzést, 2011 januárjában pedig az ASD Barletta 1922 csapatához távozott, Renato Dossenáért cserébe.